# Nowata County
Nowata County ist ein County im Bundesstaat Oklahoma der Vereinigten Staaten. Der Verwaltungssitz (County Seat) ist Nowata. Das U.S. Census Bureau hat bei der Volkszählung 2020 eine Einwohnerzahl von 9.320 ermittelt.

## Geographie
Das County liegt im Nordosten von Oklahoma, grenzt im Norden an Kansas und hat eine Fläche von 1504 Quadratkilometern, wovon 41 Quadratkilometer Wasserfläche sind. Es grenzt im Uhrzeigersinn an folgende Countys: Montgomery County (Kansas), Labette County (Kansas), Craig County, Rogers County und Washington County.

## Geschichte
Nowata County wurde am 16. Juli 1907 als Original-County aus Cherokee-Land gebildet. Benannt wurde es nach der Bezirkshauptstadt Nowata. Das Wort ist Delawarisch und bedeutet „Willkommen“.
Sechs Bauwerke und Stätten des Countys sind im National Register of Historic Places (NRHP) eingetragen (Stand 5. Juni 2018).

## Demografische Daten

Alterspyramide des Nowata County

Nach der Volkszählung im Jahr 2000 lebten im Nowata County 10.569 Menschen in 4.147 Haushalten und 2.989 Familien. Die Bevölkerungsdichte betrug 7 Einwohner pro Quadratkilometer. Ethnisch betrachtet setzte sich die Bevölkerung zusammen aus 72,43 Prozent Weißen, 2,46 Prozent Afroamerikanern, 16,56 Prozent amerikanischen Ureinwohnern, 0,12 Prozent Asiaten und 0,26 Prozent aus anderen ethnischen Gruppen; 8,17 Prozent stammten von zwei oder mehr Ethnien ab. 1,23 Prozent der Bevölkerung waren spanischer oder lateinamerikanischer Abstammung.
Von den 4.147 Haushalten hatten 31,8 Prozent Kinder unter 18 Jahre, die im Haushalt lebten. 58,8 Prozent waren verheiratete, zusammenlebende Paare, 9,8 Prozent waren allein erziehende Mütter. 27,9 Prozent waren keine Familien, 25,5 Prozent waren Singlehaushalte und in 13,3 Prozent der Haushalte lebten Menschen im Alter von 65 Jahren oder darüber. Die durchschnittliche Haushaltsgröße betrug 2,50 und die durchschnittliche Familiengröße betrug 2,97 Personen.
26,1 Prozent der Bevölkerung waren unter 18 Jahre alt, 7,6 Prozent zwischen 18 und 24, 25,3 Prozent zwischen 25 und 44, 23,7 Prozent zwischen 45 und 64 und 17,3 Prozent waren 65 Jahre oder älter. Das Durchschnittsalter betrug 39 Jahre. Auf 100 weibliche Personen kamen 96,7 männliche Personen. Auf 100 Frauen im Alter von 18 Jahren oder darüber kamen 93,2 Männer.
Das jährliche Durchschnittseinkommen eines Haushalts betrug 29.470 USD und das durchschnittliche Einkommen einer Familie betrug 36.354 USD. Männer hatten ein durchschnittliches Einkommen von 27.047 USD gegenüber den Frauen mit 19.371 USD. Das Prokopfeinkommen betrug 14.244 USD. 9,0 Prozent der Familien und 14,1 Prozent der Bevölkerung lebten unterhalb der Armutsgrenze.